# マキシム・コンツェビッチ
マキシム・コンツェビッチ（ロシア語：Макси́м Льво́вич Конце́вич, 英語：Maxim Kontsevich, 1964年8月25日 - ）は、ロシア出身の数学者、理論物理学者。IHÉS教授。専門は代数幾何学、微分幾何学、トポロジー。
モスクワ大学中退後、マックス・プランク数学研究所に招聘され、ボン大学で博士号を取得。博士課程指導教官はドン・ザギエ。1998年フィールズ賞受賞。

## 概要
1964年、ソビエト連邦の東洋学者で、韓国研究の世界的権威レフ・コンツェビッチの下に生まれた。モスクワ大学に入学するも1985年に中退、学位を持たずモスクワ情報伝達問題研究所の研究スタッフとなった。研究所在籍中の1986年、個人的に数理物理学に関する論文を発表。これがドイツのマックス・プランク数学研究所に注目され、3か月間の短期で招聘された。任期満了直前に、国際会議であるアルベイッタグン（ボン数学会議）に出席し、ウィッテン予想証明の枠組みを発表。同席していたマイケル・アティヤを含む著名な数学者らを驚愕させ、その後マックス・プランク数学研究所への招聘期間が長期に変更された。
翌1987年、ウィッテン予想の証明を完成。その後ボン大学で研究を継続し、ドン・ザギエの下1992年に博士号取得。同年にカルフォルニア大学バークレー校教授に任命され、1995年、IHÉS常任教授となる。1998年、フィールズ賞受賞。
業績に、ウィッテン予想の証明。つまり量子重力の二つのモデルが等価であることの証明や位相的場の理論における貢献。結び目理論におけるコンツェビッチ不変量（完全な量子不変量として期待されている。）の構成、一般のポアソン多様体の変形量子化、行列型エアリー関数の構成、量子コホモロジー環の定式化、モチーフ的ガロア群における貢献、オペラドの再発見、シンプレクティック幾何学の非可換化、モチーフ積分、モチーフ測度の創始、安定曲線や安定写像のモジュライスタックの超弦理論への応用、ホモロジカルミラー対称性予想の提起、カラビ-ヤウ多様体に対する平坦構造（フロベニウス構造）の構成、リジッド解析幾何学のミラー対称性への応用。ヤコビヤン予想をディクシマー予想に帰着させた。Cubic K3曲面におけるホモロジー的ミラー対称性予想を解決がある。
関数体上のラングランズ予想の高次元化やヴェイユ予想の高次元化を提唱した。
ドリーニュ61歳記念カンファレンスでは非可換モチーフについて講演した。

## 略歴
- 1964年 - ソ連に生まれる
- 1992年 - ボン大学で博士号を取得
- 1993年 - カリフォルニア大学バークレー校教授に就任
- 1994年 - ICM(Zurich, Switzerland)で全体講演
- 1995年 - フランスのInstitut des Hautes Études Scientifiques教授に就任
- 2002年 - フランス学士院科学アカデミー会員に選ばれる

## 受賞歴
- 1992年 - マックス・プランク研究所よりオットー・ハーン・メダル
- 1992年 - ヨーロッパ数学者会議よりヨーロッパ数学会賞
- 1997年 - 国際数理物理学学会よりポアンカレ賞
- 1998年 - ICM(Berlin, German)よりフィールズ賞
- 2008年 - スウェーデン王立科学アカデミーよりクラフォード賞
- 2012年 - ショウ賞財団よりショウ賞数学部門
- 2012年 - ブレイクスルー財団より基礎物理学ブレイクスルー賞
- 2014年 - ブレイクスルー財団より数学ブレイクスルー賞